# Setsoto
Setsoto – gmina w Republice Południowej Afryki, w prowincji Wolne Państwo, w dystrykcie Thabo Mofutsanyane. Siedzibą administracyjną gminy jest Ficksburg.